# Leuconichia
La leuconichia è una malattia che colpisce le unghie dell'essere umano, e precisamente la lamina subisce una modificazione del colore originale (tale cambiamento viene definito cromonichia).

## Tipologia
- Esiste la forma di leuconichia apparente, che in realtà per la maggioranza delle volte è solo un sintomo della onicolosi, della cirrosi epatica, altre volte invece è un segno clinico di altre anomalie.
- La leuconichia punctata è la forma più comune nei bambini, viene mostrata una formazione di chiazze biancastre di 1-3 mm di diametro.

## Sintomatologia
I sintomi e i segni clinici con cui si osserva tale anomalia sono la comparsa di macchie color bianco o altrimenti opache sotto le unghie.

## Eziologia
La causa che porta a tale manifestazione particolare può essere dovuta a traumi locali (molto piccoli nel caso della leuconichia punctata) a carico della matrice dell’unghia stessa, ad alterazioni del trofismo ungueale, ad infezioni o ad una eccessiva assunzione di fluoro.